# Túnel de Belate
El túnel de Belate es un túnel de doble sentido de circulación situado en el norte de Navarra. Por él discurre la carretera de altas prestaciones  N-121-A  uniendo los municipios de Ulzama y Baztan. Es el séptimo túnel de carretera convencional más largo de España.
Sus obras se iniciaron en 1993, con un presupuesto de casi 11.000 millones de pesetas (66.111.331,48 en euros).
El rey Juan Carlos I inauguró el túnel el 29 de noviembre de 1997, acompañado también de una inauguración de una central eólica.